# Laguna de Contreras
Laguna de Contreras er en by og kommune i det centrale Spanien i provinsen Segovia. Den har et indbyggertal på 115 (2024) indbyggere.